# A Sense of Humor (film 1913)
A Sense of Humor è un cortometraggio muto del 1913 diretto da Charles M. Seay.

## Produzione
Il film fu prodotto dalla Edison Company.

## Distribuzione
Distribuito dalla General Film Company, il film - un cortometraggio in una bobina - uscì nelle sale cinematografiche degli Stati Uniti il 26 novembre 1913.